# Gali(III) nitrat
Gali(III) nitrat (tên gọi khác là ganit) là một hợp chất vô cơ của gali với axit nitric và có công thức hóa học được quy định là Ga(NO3)3. Hợp chất này cũng là một loại thuốc được sử dụng để điều trị triệu chứng tăng calci huyết, một triệu chứng dẫn đến ung thư. Nó phát huy tác dụng bằng cách ngăn ngừa sự cố của xương thông qua sự ức chế hoạt động của osteoclast, do đó làm giảm lượng calci trong máu. Gali nitrat cũng được sử dụng để tổng hợp các hợp chất gali khác.

## Phản ứng bất lợi

### Thận
Tác dụng phụ ở thận đã được báo cáo ở khoảng 12,5% bệnh nhân điều trị bằng gali(III) nitrat. Hai bệnh nhân được sử dụng gali nitrat để điều trị và một bệnh nhân nhận calcitonin phát triển suy thận cấp trong một thử nghiệm có kiểm soát bệnh nhân tăng kali máu liên quan đến ung thư. Ngoài ra, người ta cũng báo cáo rằng không nên dùng gali(III) nitrat cho bệnh nhân có creatinine lớn hơn 2,5 mg/dL trong huyết thanh.

### Huyết áp
Trong một thử nghiệm về kiểm soát của hợp chất đối với bệnh nhân, hợp chất này đã làm giảm huyết áp tâm thu và tâm trương trung bình sau khi điều trị. Sự giảm huyết áp không có triệu chứng và không cần điều trị đặc hiệu.

### Huyết học
Liều gali(III) nitrat cao có liên quan đến thiếu máu khi dùng điều trị cho bệnh nhân ung thư tiên tiến. Trong kết quả, một số bệnh nhân đã nhận được truyền máu đỏ.